# Christiane Vulpius
Pour les articles homonymes, voir Vulpius.
 (août 2025).
Johanna Christiana Sophie Vulpius von Goethe, née à Weimar  le 1er juin 1765 et morte dans cette ville le 6 juin 1816, est connue pour avoir été l'amante de longue date puis l'épouse de Johann Wolfgang von Goethe.

## Biographie
Christiane Vulpius passe son enfance à Luthergasse, l'une des parties les plus anciennes de Weimar. Ses ancêtres paternels sont universitaires depuis plusieurs générations. Du côté de sa mère, elle est issue d'une famille d'artisans. Son père, Johann Friedrich Vulpius, qui travaillait comme archiviste (c.-à-d. copiste de dossier) à Weimar, avait étudié le droit pendant quelques semestres avant de quitter l'université. Son poste était mal payé et la famille vivait dans des conditions difficiles avec six enfants. Son père a tout sacrifié pour permettre à son fils aîné Christian August de poursuivre ses études ; il grandit pour devenir un écrivain de romans historiques et de pièces de théâtre populaires.
Après que son père ait été renvoyé de son travail, Christiane Vulpius est forcée de travailler comme femme de chambre. Elle est employée dans un petit atelier de nettoyage de Weimar appartenant à Caroline Bertuch, dans une maison appartenant à son frère Friedrich Justin Bertuch, un éditeur et mécène bien connu des arts. Vulpius n'était pas une ouvrière réguliere, mais était l'une des « filles oisives de la classe moyenne » (unbeschäftigten Mädchen der mittleren Classen) employées là-bas.
Grâce à diverses demandes d'aide, Goethe était au courant des problèmes de la famille. Le 13 juillet 1788, il rencontre Christiane Vulpius au Parc sur l'Ilm (de), où elle lui remet une pétition au nom de son frère Christian August. Goethe plaidera ensuite à plusieurs reprises pour son futur beau-frère.
Cet été-là, Goethe et Vulpius commencent une histoire d'amour passionnée. Leur bonheur inspire Goethe pour l'écriture de poèmes joyeux et érotiques, en commençant par les Élégies romaines — qui reflètent non seulement le Voyage en Italie de Goethe de 1786 à 1788, mais aussi sa relation avec Vulpius — et se terminant par le poème Gefunden (Ich ging im Walde so für mich hin...).
Le 25 décembre 1789, leur premier enfant, Julius August Walther von Goethe, naît. Quatre autres enfants suivent, tous morts en bas âge : un fils — mort-né ou mort immédiatement après la naissance — (14 octobre 1791), Caroline (née le 24 novembre 1793, morte le 4 décembre 1793, âgée de dix jours), Carl (né le 1er novembre 1795, mort le 18 novembre 1795, âgé de 17 jours) et Catharina (née et morte le 18 décembre 1802).
Le couple non marié est rejeté sur de nombreux fronts. Le tribunal et la société de Weimar (en particulier Bettina von Arnim-Brentano) rejettent la relation, étant illégitime et irrégulière. À un moment donné, Goethe, à cause du scandale, doit quitter sa maison — connue sous le nom de « Maison Frauenplan » (Haus am Frauenplan) — dans le centre de Weimar et déménage temporairement au Jägerhaus sur la Marienstraße.
En octobre 1806, la victoire de Napoléon aux batailles d'Iéna  et d'Auerstedt frappe durement Weimar. Lorsque la ville est pillée par les soldats français, la maison Frauenplan est menacée. Vulpius s'oppose courageusement aux soldats envahisseurs et peut arrêter le pillage jusqu'à ce que Goethe reçoive la protection officielle du commandant français. Quelques jours plus tard, le 19 octobre 1806, Goethe et Vulpius se marient dans la sacristie de la Jakobskirche.
Même après son mariage, Vulpius n'est acceptée qu'à contrecœur par la société de Weimar comme « secrétaire de Goethe ». Tentant de briser la glace, Goethe demande à la riche veuve Johanna Schopenhauer (mère du philosophe Arthur Schopenhauer) d'offrir une invitation officielle au thé. Elle l'a fait avec la remarque : « Si Goethe lui donne son nom, je suppose que nous pouvons lui donner une tasse de thé ».
Les lettres de Vulpius à son mari révèlent son bon sens ainsi que certaines lacunes dans son éducation. Joyeuse, pratique et énergique, elle s'occupe de la grande maison. Elle s'occupe, par exemple, de toutes les affaires immobilières après le décès de la mère de Goethe, Katharina Elisabeth Goethe, à Francfort-sur-le-Main. Elle aime à assister à des rassemblements sociaux, des danses et du théâtre à Weimar ainsi qu'à d'autres endroits, y compris Bad Lauchstädt, où la compagnie de théâtre de Weimar se produisait tout au long de l'été. Vulipus a un sens aigu de l'esthétique et Goethe comptait parfois sur ses conseils. Il a déclaré qu'il ne pouvait pas et ne voulait pas continuer l'activité théâtrale à Bad Lauchstädt sans elle. Le sculpteur de la cour de Weimar, Carl Gottlieb Weisser, réalise un buste de Vulpius pendant les années 1811–1812 ; une copie en bronze est placée dans le pavillon du jardin de Bad Lauchstädt, spécialement conçu pour l'exposer.
Avec l'âge, la santé de Vulpius décline. Comme son mari et leur fils August, elle  consomme probablement trop d'alcool. En 1815, elle subit un accident vasculaire cérébral. L'année suivante, elle développe une insuffisance rénale, accompagnée de douleurs aiguës. Après une semaine de souffrance, elle meurt le 6 juin 1816, à l'âge de 51 ans. Goethe n'a pas parlé lors de ses funérailles, qui ont eu lieu au cimetière Saint-Jacques de Weimar (de). Charlotte von Lengefeld, la femme de Friedrich Schiller, a écrit à propos de Goethe après la mort de Vulpius : « Le pauvre homme pleura amèrement. Cela me désole qu'il verse des larmes sur de telles choses. Sa tombe, perdue pendant des décennies, est redécouverte en 1888 et marquée d'une véritable pierre tombale, sur laquelle sont inscrits les vers d'adieu de Goethe : « Vous cherchez, ô soleil, en vain, / Briller à travers les nuages sombres ! / Tout le gain de ma vie / Est de pleurer pour sa perte ».

## Descendance
Le seul fils survivant de Christiane Vulpius et Goethe, Julius August Walther von Goethe (1789-1830), devint chambellan du grand-duc de Saxe-Weimar. Il épouse Ottilie von Pogwisch (1796-1872), qui s'occupera plus tard de Goethe jusqu'à sa mort en 1832. Le couple a eu trois enfants, Walther Wolfgang Freiherr von Goethe (1818-1885), compositeur d'opérettes et de chansons, Wolfgang Maximilian Freiherr von Goethe (1820-1883), juriste et poète, et Alma von Goethe (1827-1844).

## Héritage
Jusqu'au début du XXe siècle, Christiane Vulpius reçoit peu d'attention. Sa mémoire est rappelée principalement à travers les nombreuses remarques désobligeantes de ses contemporains. Puis en 1916, Hans Gerhard Gräf publie la correspondance entre Vulpius et Goethe. Aussi, en 1916, Etta Federn, une écrivaine féministe d'origine autrichienne, publie la première biographie de Vulpius, prenant une approche psychologique de sa relation avec Goethe. En 1949, Wolfgang Vulpius (arrière-arrière-petit-fils du frère de Vulpius, Christian August Vulpius) rédige une autre biographie de Vulpius, rééditée en 1957. De plus amples détails sur sa vie sont découverts par Sigrid Damm dans sa biographie de Vulpius, publiée en 1997.

## Postérité cinématographique
- Dans le film de 1999 Die Braut (de), le personnage de Christiane Vulpius est tenu par Veronica Ferres, et Goethe, par Herbert Knaup.